# Bravo-Jahrescharts 1979
Die Jugendzeitschrift Bravo erscheint seit 1956 und enthält in jeder Wochenausgabe eine Hitliste, die von den Lesern gewählt wurde. Zum Jahresende wird eine Jahreshitliste erstellt, die Bravo-Jahrescharts. Seit 1960 wählen die Bravo-Leser zudem ihre beliebtesten Gesangsstars und dekorieren sie mit dem Bravo Otto.

## Bravo-Jahrescharts 1979
1. Born to Be Alive – Patrick Hernandez – 540 Punkte
2. I Was Made for Dancing – Leif Garrett – 449 Punkte
3. Sandy – John Travolta – 412 Punkte
4. Y.M.C.A. – Village People – 406 Punkte
5. Heart of Glass – Blondie – 393 Punkte
6. Some Girls – Racey – 382 Punkte
7. Chiquitita – ABBA – 354 Punkte
8. Bright Eyes – Art Garfunkel – 354 Punkte
9. I Was Made for Lovin’ You – Kiss – 318 Punkte
10. Does Your Mother Know – ABBA – 312 Punkte

## Bravo-Otto-Wahl 1979

### Beat-Gruppen
1. Goldener Otto: The Teens
2. Silberner Otto: ABBA
3. Bronzener Otto: Smokie

### Sänger
1. Goldener Otto: Leif Garrett
2. Silberner Otto: Peter Maffay
3. Bronzener Otto: Patrick Hernandez

### Sängerinnen
1. Goldener Otto: Olivia Newton-John
2. Silberner Otto: Donna Summer
3. Bronzener Otto: Suzi Quatro